# ورزشگاه ژوفروا-گیشار
ورزشگاه ژوفروا-گیشاردر شهر سن-اتین واقع در فرانسه قرار دارد. این ورزشگاه در تاریخ ۱۹۳۰ افتتاح شد. ظرفیت این ورزشگاه ۴۲٬۰۰۰ نفر می‌باشد. مالک این ورزشگاه تیم سن-اتین می‌باشد. این ورزشگاه به دلیل میزبانی جام ملت‌های اروپا ۲۰۱۶ در سال ۲۰۱۵ بازسازی شد.

## جام ملت‌های اروپا ۱۹۸۴
در جام ملت‌های اروپا ۱۹۸۴ دو بازی را میزبانی کرد.

## جام جهانی ۱۹۹۸
در جام جهانی ۱۹۹۸ شش بازی را میزبانی کرد؛ که یکی از این مسابقات بازی تیم ملی ایران با تیم ملی فوتبال یوگسلاوی بود.

## جام ملت‌های اروپا ۲۰۱۶
در جام ملت‌های اروپا ۲۰۱۶ چهار بازی را میزبانی کرد.